# Вид канала Мендиканти и Скуолы ди Сан-Марко
«Вид кана́ла Мендика́нти и Скуо́лы ди Сан-Ма́рко» (итал. Il rio dei Mendicanti con la scuola di San Marco) — картина итальянского живописца Бернардо Беллотто, написанная около 1740 года. С 1856 года хранится в коллекции Галереи Академии в Венеции.

## Описание
Бернардо Беллотто, племянник и ученик Каналетто (1697—1768), настолько проникся наставлениями дяди, что стало трудно отличить ранние работы Беллотто от его наставника. Именно поэтому авторство этого полотна, которое, вероятно, было создано в годы учёбы, ранее приписывали Каналетто. На картине уже проявляются типичные черты творчества Беллотто, которые будут им развиваться в дальнейшем: способность улавливать оттенки света, большой натурализм и точное изображение персонажей, любовь к архитектуре, чистота форм и применение холодных оттенков, придающих ясность композиции.
В отличие от Каналетто, который также изобразил канал Рио-дей-Мендиканти (с итал. — «Канал нищих»), художник избрал более респектабельный мотив. Скуола-Гранде-ди-Сан-Марко (с итал. — «Большая скуола святого Марка») было одним из крупнейших религиозных братств в Венеции и располагалась на площади (кампо), названной в честь собора святых Иоанна и Павла, находящегося на ней. На полотне художник изобразил только угол церкви, так как его прежде всего интересовал фасад в ренессансном стиле здания скуолы (построенной по проекту Пьетро Ломбардо в 1487—1490 годах), в которой впоследствии размещались больница, приют и учебные помещения и залы для собраний. Справа на переднем плане — палаццо Дандоло.